# Sofia Coppola
Sofia Carmina Coppola (født 14. maj 1971) er en amerikansk filminstruktør, producer, manuskriptforfatter, tøjdesigner og tidligere skuespiller.
Hendes filmiske stil bliver beskrevet som "langsomt bevægende portrætter med sur/søde emotionelle paletter"[1]. Coppola bruger ofte det visuelle til at beskrive hvad karaktererne føler på et givet tidspunkt[1] og hendes film håndterer ofte melankolske historier med drømmende æstetik.

## Biografi
Som datter af Francis Ford Coppola, instruktøren af Godfather-trilogien, blev Sofia født direkte ind i filmverdenen. Faktisk var hendes debut som skuespiller som baby i den første Godfather-film. I det hele taget var det i første omgang som skuespiller hun prøvede lykken i Hollywood. Hun spillede bl.a. med i alle tre af Godfather-filmene, Star Wars og Peggy Sue Got Married, men stoppede tidligt karrieren som skuespiller til fordel for at instruere og skrive manuskripter.
Coppola fulgte i sin fars fodspor og debuterede som instruktør i 1999 med coming-of-age dramaet The Virgin Suicides (2006 film), der på trods af mindre succes ved udgivelsen er blevet en såkaldt kult-klassiker. Hendes anden spillefilm, Lost in Translation, blev både skrevet og instrueret af Coppola. Lost in Translation vandt en lang række priser og blev nomineret til fire priser ved årets Academy Awards for Best Picture (bedste film), Best Director (bedste instruktør), Best Actor (Bedste skuespiller) for Murray, og Coppola vandt for Best Original Screenplay. Desuden fik den både en Robert og en Bodil og Coppola vandt en Golden Globe for bedste manuskript. Samtidig blev hun den første amerikanske kvinde der er blevet nomineret til en Oscar for bedste instruktør.
I 2006 udkom den historiske drama film Marie Antoinette, en moderne fortolkning af historien om den franske dronning Marie-Antoinette, der er skrevet, produceret og instrueret af Sofia Coppola. I hovedrollen ses Kirsten Dunst, der tidligere havde arbejdet sammen med Coppola på filmen The Virgin Suicides. Marie Antoinette havde verdenspremiere i Cannes 24. maj 2006 på den årlige filmfestival.
I 2009 fik hendes fjerde spillefilm, Somewhere (film) , premiere. Filmen sikrede hende Den Gyldne Løve på Venice Film Festival .
Sofia Coppola var i perioden 1999 til 2003 gift med filminstruktøren Spike Jonze.
Ved filmfestivalen i Cannes i 2017, blev Coppola den 2. kvinde i festivalens historie der vandt prisen for Best director (bedste instruktør) for dramafilmen "The Beguiled" .

## Udvalgt filmografi
- The Godfather (1972), skuespiller
- The Godfather II (1974), skuespiller
- Peggy Sue blev gift (1986), skuespiller
- Anna (1987), skuespiller
- The Godfather III (1990), skuespiller
- Lick the Star (1998), instruktør, producer og manuskriptforfatter
- Star Wars Episode I: Den usynlige fjende (1999)
- The Virgin Suicides (1999), instruktør og manuskriptforfatter
- CQ (2001), skuespiller
- Lost in Translation (2003), instruktør, producer og manuskriptforfatter
- Marie Antoinette (2006), instruktør, producer og manuskriptforfatter
- Somewhere (2010), instruktør og manuskriptforfatter